# WTA Challenger Parma
Das WTA Challenger Parma (offiziell: Parma Ladies Open) ist ein Tennisturnier der WTA Challenger Series, das seit 2023 in der italienischen Stadt Parma auf dem Gelände des Tennis Club Parma ausgetragen wird. In den Jahren 2021 und 2022 war das Turnier in Parma noch der Kategorie WTA 250 zugeordnet.

## Siegerliste

### Einzel
| Jahr | Siegerin                  | Finalgegnerin             | Ergebnis      |
| ---- | ------------------------- | ------------------------- | ------------- |
| 2023 | Ana Bogdan                | Anna Karolína Schmiedlová | 7:5, 6:1      |
| 2024 | Anna Karolína Schmiedlová | Mayar Sherif              | 7:5, 2:6, 6:4 |
| 2025 | Mayar Sherif              | Victoria Mboko            | 6:4, 6:4      |

### Doppel
| Jahr | Siegerinnen                          | Finalgegnerinnen                        | Ergebnis |
| ---- | ------------------------------------ | --------------------------------------- | -------- |
| 2023 | Dalila Jakupović Irina Chromatschowa | Anna Bondár Kimberley Zimmermann        | 6:2, 6:3 |
| 2024 | Anna Danilina Irina Chromatschowa    | Ingrid Gamarra Martins Elixane Lechemia | 6:1, 6:2 |
| 2025 | Jesika Malečková Miriam Škoch        | Sabrina Santamaria Tang Qianhui         | 6:2, 6:0 |